# (19958) 1985 RN4
1985 أر أن 4 (ويعرف أيضًا باسم (19958) 1985 أر أن 4 وفق تسمية الكوكب الصغير) (بالإنجليزية: 1985 RN4)‏ هو كويكب ضمن حزام الكويكبات؛ وترتيبه 19958 من حيث الاكتشاف.
اكتُشف هذا الجُرم الفلكي بواسطة هنري ديبهون في 11 سبتمبر 1985.

## وصلات خارجية
- (19958) 1985 RN4 في قاعدة بيانات مختبر الدفع النفاث لأجرام النظام الشمسي الصغيرة

- الاكتشاف · مخطط المدار ·  العناصر المدارية · المعلمات المادية

- (19958) 1985 RN4 على موقع ويكي سكاي: DSS2, SDSS, GALEX, IRAS, Hydrogen α, X-Ray, Astrophoto, Sky Map, Articles and images